# 貝辛斯托克 (英國國會選區)
貝辛斯托克（英語：Basingstoke），英國國會一郡選區，包括英格蘭東南部漢普郡東北部的貝辛斯托克-迪恩東部十六個地方選區。
本區始設於1885年，除了1923年一次選區外一直支持保守黨。2005年至今的當區議員為瑪麗亞·米勒。他在2010年大選中以50.5%選票連任成功。